# 일본갈겨니
일본갈겨니는 일본의 민물고기이다. 일본의 고유종으로 갈겨니속에 속하는 종들 중 가장 작은 개체이다. 갈겨니와 비슷하게 생겼다.